# Yí
De Yí is een Uruguayaanse rivier. Naast de Tacuarembó is de Yí een van de belangrijkste zijrivieren van de Río Negro.
De rivier heeft een stroomgebied van ongeveer 13.000 km² en is ongeveer 175 kilometer lang. Ze ontspringt in het grensgebied van Treinta y Tres, Durazno en Florida. Hierna vormt de Yí de grens tussen Durazno en Florida, alvorens de stad Durazno te passeren en Flores binnen te stromen. Het laatste deel van haar loop vormt ze de grens tussen Durazno en Flores voor ze uitmondt in de Río Negro.
De oevers van de rivier zijn dichtbegroeid met inheems struikgewas en langs de rivier bevinden zich strandjes van fijn zand. De omgeving van de rivier is heel vlak en maakt deel uit van de kristallijne schiervlakte.